# Affaire Alexandre Junca
L'affaire Junca est une affaire criminelle française ayant commencé en 2011 avec la disparition à Pau d'Alexandre Junca, alors jeune garçon de 13 ans qui revenait seul d'une fête avec des amis. Ce dernier a été tué à coups de marteau puis démembré. Son meurtrier, Mickaël Baehrel, a été condamné à la réclusion criminelle à perpétuité en juin 2016.

## Faits
Dans la nuit du samedi 4 juin 2011 aux environs de 22h50, Alexandre Junca, alors âgé de 13 ans, disparaît à Pau alors qu’il rentrait chez son père à vélo à vive allure après une fête avec des amis. Il apparaît sur le champ d'une caméra de vidéosurveillance à 200 mètres de son domicile avant de disparaître. Sa bicyclette sera retrouvée le lendemain attachée à un poteau non loin du domicile de son père.
Au niveau des halles, à quelques mètres du domicile de son père, son téléphone portable lui est dérobé par Christophe Camy, qui, souffrant de troubles psychiatriques, bénéficiait ce soir-là d'une permission de sortie pour fêter ses 23 ans. Une altercation verbale s'ensuit entre Alexandre Junca et Camy, attirant l'attention de Mickaël Baerhel, connu de la justice pour des faits de violence et d'ébriété. Il intervient dans l'altercation pour prendre la défense du jeune garçon, parti attacher son vélo à un poteau, avant de prendre possession du téléphone portable détenu par Camy. Il sort par la suite un marteau et assène un coup violent au jeune garçon, qui perd connaissance, suivi de violences physiques ayant provoqué la mort d’Alexandre. Camy prend la fuite. Avec l'aide d'un de ses amis, Christian Pierre, témoin de la scène, Baehrel emporte le cadavre de l'adolescent au domicile de sa compagne, Fatima Ennajah. Il est démembré le lendemain par l'amant de Mickaël Baerhel, Claude Ducos, 73 ans.

## Personnes impliquées dans l'affaire
Cinq personnes sont impliquées dans cette affaire et ont comparu devant la cour d'assises des Pyrénées-Atlantiques. Les deux principaux suspects sont Mickaël Baerhel, réputé violent et alcoolique, et Christophe Camy, souffrant de troubles psychiatriques. Tous deux sont jugés pour « vol avec violences ayant entraîné la mort ».
Aux côtés de ces deux personnes comparait également Claude Ducos, retraité âgé de 73 ans au moment des faits, suspecté d'avoir aidé à faire disparaître le corps. Il est jugé pour « recel de cadavre », « atteinte à l'intégrité d'un cadavre », « destruction de preuve » et « non-dénonciation de crime » et encourt trois ans de prison. Fatima Ennajah, compagne de Baerhel, comparaît quant à elle pour « recel de cadavre »  et de « non-dénonciation de crime »,. Christian Pierre, ami de Baerhel, témoin de la scène, est décédé en 2012.

## Procès et condamnations
Le 6 juin 2014, trois années après les faits, Christophe Camy est interpellé.
Le 7 juin 2016, au cours de ce procès, les inculpés changent régulièrement de versions. Toujours au cours de ce procès, Ducos nie catégoriquement sa participation aux faits. Ennajah, qui souffre aussi de troubles psychiatriques, donne des propos incohérents.
M. Baehrel révèle qu’Alexandre n'était pas mort au premier coup de marteau et que ses pleurs ont causé son déchaînement de violences.
Le 16 juin 2016, la Cour d'assises de Pau rend son verdict. Mickaël Baehrel est condamné à la réclusion criminelle à perpétuité pour « vol avec violences ayant entraîné la mort ». Christophe Camy est quant à lui condamné à quinze ans d'emprisonnement pour « vol avec violences ayant entraîné la mort ». Fatima Ennajah est condamnée à trois ans d'emprisonnement pour « non-dénonciation de crime ». Enfin, Jean-Claude Ducos est condamné à trois ans d'emprisonnement pour « recel de cadavre », « atteinte à l'intégrité d'un cadavre », « destruction de preuve », et « non-dénonciation de crime ».

## Documentaires télévisés
- « Le calvaire d'Alexandre » (premier reportage) dans « ... dans le Béarn » le 24 novembre 2014 dans Crimes sur NRJ 12.
- « L'affaire Alexandre Junca : crime barbare pour un téléphone » (premier reportage) le 21 janvier 2017 dans Chroniques criminelles sur NT1.
- « L'affaire Alexandre Junca, l'adolescent martyre » le 20 janvier 2024 dans Au bout de l'enquête, la fin du crime parfait ? sur France 2.
- 《Alexandre,14 ans, mort pour rien》dans le podcast 《Hondelatte raconte》présenté par Christophe Hondelatte sur Europe 1, le 22 juillet 2024.